# 마산우체국
마산우체국은 경상남도 창원시 마산회원구를 관할하는 부산지방우정청 소속 우체국이다.

## 연혁
- 1899년 11월 14일: 개국(부산우편전신국 마산출장소)
- 1900년 6월 1일: 마산우편국으로 개칭
- 1930년 2월 24일: 신축이전(마산시 중앙동 2가 2번지)
- 1949년 8월 13일: 마산우체국으로 개칭
- 1957년 10월 15일: 서기관국으로 승격
- 1981년 10월 16일: 창원우체국 분리
- 1983년 10월 17일: 신축이전(마산시 회원구 석전2동 247-6)
- 1996년 3월 20일: 마산합포우체국 분리
- 2001년 10월 1일: 마산수출지역우체국에서 마산무역지역우체국으로 명칭 변경[1]
- 2004년 11월 1일: 내서우체국을 마산내서우체국으로 명칭 변경[2]
- 2008년 5월 17일: 마산양덕1동우편취급국 폐국[3]
- 2009년 7월 27일: 마산·마산합포우체국 관서통합
- 2011년 10월 1일: 마산·마산합포우체국(총괄국 전환) 분리, 배달구역을 다음과 같이 변경 고시[4]

| 변경전     | 변경전         | 변경전 | 변경후         | 변경후         | 변경후                                                                         |
| 총괄국     | 배달국         | 배달구역 | 총괄국         | 배달국         | 배달구역                                                                       |
| ---------- | -------------- | --- | -------------- | -------------- | ------------------------------------------------------------------------------ |
| 마산우체국 | 마산우체국     | 마산시 일부 동(구암동 · 두척동 · 봉암동 · 석전동 · 양덕동 · 합성동 · 회원동 · 회성동), 내서읍 | 마산우체국     | 마산우체국     | 창원시 마산회원구 전 지역                                                      |
| 마산우체국 | 마산합포우체국 | 마산시 일부 동(가포동 · 교방동 · 교원동 · 남성동 · 당내동 · 대성동 · 대외동 · 대창동 · 덕동동 · 동성동 · 두월동 · 문화동 · 반월동 · 부림동 · 선호동 · 상남동 · 서성동 · 성호동 · 수성동 · 신월동 · 신창동 · 신포동 · 신흥동 · 예곡동 · 오동동 · 완월동 · 우산동 · 월남동 · 월영동 · 월포동 · 유록동 · 자산동 · 장군동 · 중성동 · 중앙동 · 창동 · 창포동 · 청계동 · 추산동 · 평화동 · 해운동 · 현동 · 홍문동 · 화영동), 구산면 | 마산합포우체국 | 마산합포우체국 | 창원시 마산합포구 전 지역 (단, 진동면 · 진북면 · 진전면은 진동우체국에서 배달) |
| 마산우체국 | 진동우체국     | 마산시 진동면 · 진북면 · 진전면 | 마산합포우체국 | 진동우체국     | 창원시 마산합포구 진동면 · 진북면 · 진전면                                     |

- 2012년 2월 20일: 마산합성1동우편취급국, 마산팔용우편취급국 위탁계약 해지[5] 및 재개국[6]
- 2012년 5월 1일: 마산대학우편취급국을 마산대학교우편취급국으로 명칭 변경[7]
- 2014년 1월 1일: 우편구역을 다음과 같이 고시[8]

| 배달국     | 배달구역          | 구역번호                                  |
| ---------- | ----------------- | ----------------------------------------- |
| 마산우체국 | 마산회원구 전지역 | 51203 ~ 51250 51286 ~ 51326 51338 ~ 51366 |

- 2014년 10월 31일: 마산무역지역우체국 폐국[9], 마산교방주공우편취급국 위탁계약 해지[10]
- 2014년 11월 3일: 마산교방주공우편취급국 개국[11]
- 2021년 1월 1일: 마산·마산합포우체국 관서 재통합[12]
- 2021년 1월 4일 : 마산가포동우편취급국을 창원시 마산합포구 가포해안길 35에서 창원시 마산합포구 현동7길 22 로 이전 및 마산현동우편취급국으로 명칭 변경[13]
- 2021년 7월 1일 : 여항우체국 별정우체국 지정 취소[14] 및 폐국[15], 마산여항우편취급국 신설[16]

## 관할 우체국
| 우체국명                 | 사진 | 주소                                                                               | 비고                                                                   |
| ------------------------ | ---- | ---------------------------------------------------------------------------------- | ---------------------------------------------------------------------- |
| 구산우체국               |      | 경상남도 창원시 마산합포구 구산면 수정3길 1                                        | 2015년 6월 30일 폐국                                                   |
| 마산교방우편취급소       |      | 경상남도 창원시 마산합포구 교방동                                                  | 2001년 10월 1일 마산교방동우편취급소에서 명칭 변경                     |
| 마산교방주공우편취급국   |      | 경상남도 창원시 마산합포구 교방동1길 19                                            | 2014년 11월 3일 신설                                                   |
| 마산구산우편취급국       |      | 경상남도 창원시 마산합포구 구산면 구산로 509                                       | 2015년 7월 1일 신설                                                    |
| 마산구암동우체국         |      | 경상남도 창원시 마산회원구 금강로 283                                              |                                                                        |
| 마산남성동우체국         |      | 경상남도 창원시 마산합포구 동서북7길 46                                            |                                                                        |
| 마산내서우체국           |      | 경상남도 창원시 마산회원구 내서읍 중리공단로 225-1                                 | 별정우체국 2004년 11월 1일 내서우체국에서 명칭 변경                    |
| 마산대우백화점우편취급소 |      | 경상남도 창원시 마산합포구 신포2가                                                 | 2001년 10월 1일 마산경남신포우편취급소에서 명칭 변경                   |
| 마산대학교우편취급국     |      | 경상남도 창원시 마산회원구 내서읍 함마대로 2640                                    | 2012년 5월 1일 마산대학우편취급국에서 명칭 변경                        |
| 마산동서동우편취급국     |      | 경상남도 창원시 마산합포구 제2부두로 17 마산만 아이파크상가 301동 109호(신포동2가) |                                                                        |
| 마산무역지역우체국       |      | 경상남도 창원시 마산회원구 무역로 27 (양덕동)                                      | 2001년 10월 1일 마산수출지역우체국에서 명칭 변경 2014년 10월 31일 폐국 |
| 마산봉암동우체국         |      | 경상남도 창원시 마산회원구 봉암공단로 40 (봉암동)                                  |                                                                        |
| 마산산호동우체국         |      | 경상남도 창원시 마산합포구 용마로 38                                               |                                                                        |
| 마산삼계우체국           |      | 경상남도 창원시 마산회원구 내서읍 삼계로 30                                        |                                                                        |
| 마산상남동우체국         |      | 경상남도 창원시 마산합포구 북성로 96                                               |                                                                        |
| 마산양덕1동우편취급국    |      | 경상남도 마산시 양덕1동 92-13                                                      | 2008년 5월 17일 폐국                                                   |
| 마산양덕동우체국         |      | 경상남도 창원시 마산회원구 양덕동2길 37                                            |                                                                        |
| 마산여항우편취급국       |      | 경상남도 창원시 마산합포구 진전면 금암길 11                                        | 2021년 7월 1일 신설                                                    |
| 마산월영동우체국         |      | 경상남도 창원시 마산합포구 월영동서로 1                                            |                                                                        |
| 마산자산동우체국         |      | 경상남도 창원시 마산합포구 자산삼거리로 53                                         | 2019년 7월 1일 폐국                                                    |
| 마산장군동4가우편취급국  |      | 경상남도 창원시 마산합포구 완월동8길 40                                            |                                                                        |
| 마산중리우편취급국       |      | 경상남도 창원시 마산회원구 내서읍 호원로 241-1                                     |                                                                        |
| 마산창포동우편취급국     |      | 경상남도 창원시 마산합포구 문화동14길 68                                           |                                                                        |
| 마산태화우편취급국       |      | 경상남도 창원시 마산회원구 회원동16길 50                                           |                                                                        |
| 마산팔용우편취급국       |      | 경상남도 창원시 마산회원구 팔용로 139 (합성동)                                     |                                                                        |
| 마산한우아파트우편취급국 |      | 경상남도 창원시 마산합포구 자산솔밭로 52                                           |                                                                        |
| 마산합성1동우편취급국    |      | 경상남도 창원시 마산회원구 합성서1길 119                                           |                                                                        |
| 마산현동우편취급국       |      | 경상남도 창원시 마산합포구 덕동길 116 (덕동동)                                     | 2014년 6월 20일 폐국                                                   |
| 마산현동우편취급국       |      | 경상남도 창원시 마산합포구 현동7길 22 (현동)                                       | 2020년 1월 4일 마산가포동우편취급국에서 명칭 변경 및 이전              |
| 마산회성동우체국         |      | 경상남도 창원시 마산회원구 북성로 285                                              |                                                                        |
| 마산회성시장우편취급국   |      | 경상남도 창원시 마산회원구 회성시장1길 16                                          |                                                                        |
| 여항우체국               |      | 경상남도 창원시 마산합포구 진전면 금암길 11                                        | 2021년 7월 1일 폐국                                                    |
| 진동우체국               |      | 경상남도 창원시 마산합포구 진동면 진북산업로 1                                     |                                                                        |
| 진북우체국               |      | 경상남도 창원시 마산합포구 진북면 지산5길 65                                       |                                                                        |
| 진전우체국               |      | 경상남도 창원시 마산합포구 진전면 대실로 145                                       |                                                                        |

## 조직
- 경영지도실
- 지원과
- 우편물류과
  - 집배실
- 영업과
  - 고객지원실